# Gouvernement Shawn Graham
Le gouvernement Shawn Graham a été formé à la suite de l'élection générale néo-brunswickoise de 2006. À la suite de la défaite libérale lors de l'élection générale de 2010, le nouveau gouvernement sera formé par le Parti progressiste-conservateur de David Alward.

## Chronologie
- 27 septembre 2010: Le gouvernement libéral de Shawn Graham est défait par les progressistes-conservateurs de David Alward. Plusieurs ministres ne sont pas réélus.

- 5 octobre 2010: Shawn Graham tient son dernier conseil exécutif[1].

## Conseil à la dissolution
| Ministère | Ministre           | Depuis |
| --- | ------------------ | ------ |
| Président du Conseil exécutif Premier ministre du Nouveau-Brunswick et Ministre responsable du Conseil du premier ministre sur la condition des personnes handicapées | Shawn Graham       | 2006   |
| Procureur général | Kelly Lamrock      | 2010   |
| Ministre des Affaires intergouvernementales | Shawn Graham       | 2006   |
| Ministre de l'Agriculture et de l'Aquaculture | Ronald Ouellette   | 2006   |
| Ministre d'État aux Aînés et Ministre responsable des organismes communautaires sans but lucratif | Cheryl Lavoie      | 2010   |
| Ministre de l’Approvisionnement et des Services | Ed Doherty         | 2008   |
| Ministre du Développement social Ministre responsable de l'Habitation et Ministre responsable de la Commission de la capitale provinciale du Nouveau-Brunswick | Kelly Lamrock      | 2009   |
| Ministre de l'Éducation | Roland Haché       | 2009   |
| Ministre de l'Éducation postsecondaire, de la Formation et du Travail et Ministre responsable de l'Initiative pour le nord du Nouveau-Brunswick | Donald Arseneault  | 2008   |
| Ministre de l'Énergie et Ministre responsable d'Efficacité Nouveau-Brunswick | Jack Keir          | 2006   |
| Ministre d'Entreprises Nouveau-Brunswick Ministre responsable de Services Nouveau-Brunswick Ministre responsable de Communications Nouveau-Brunswick Ministre responsable de la Société de développement régional et Ministre responsable de la réduction des formalités administratives | Victor Boudreau    | 2009   |
| Ministre de l'Environnement | Rick Miles         | 2009   |
| Ministre des Finances Ministre responsable de la Société des alcools du Nouveau-Brunswick Ministre responsable de la Société de gestion des placements du Nouveau-Brunswick et Ministre responsable de la Société des loteries et des jeux du Nouveau-Brunswick                          | Greg Byrne         | 2009   |
| Ministre des Gouvernements locaux | Chris Collins      | 2010   |
| Ministre de la Justice et de la Consommation et Ministre responsable d'Engagement public | Bernard LeBlanc    | 2010   |
| Ministre du Mieux-être, de la Culture et du Sport et Ministre responsable de la Francophonie | Hédard Albert      | 2007   |
| Ministre des Pêches | Rick Doucet        | 2006   |
| Ministre des Ressources humaines et Ministre responsable du Secrétariat des Affaires autochtones | Rick Brewer        | 2008   |
| Ministre des Ressources naturelles | Wally Stiles       | 2008   |
| Ministre de la Santé et Ministre responsable de la Condition de la femme | Mary Schryer       | 2009   |
| Ministre de la Sécurité publique et Solliciteur général du Nouveau-Brunswick | John Winston Foran | 2006   |
| Ministre du Tourisme et des Parcs | Brian Kenny        | 2010   |
| Ministre des Transports | Denis Landry       | 2006   |